# 弗羅格艾耶 (阿拉巴馬州)
弗羅格艾耶（英語：Frog Eye）是位於美國阿拉巴馬州塔拉普薩縣的一個非建制地區。該地的面積和人口皆未知。

## 地理
弗羅格艾耶的座標為33°01′57″N 85°35′39″W / 33.03250°N 85.59417°W，而該地的平均海拔高度為208米（即682英尺）。